# Соліньяно
Соліньяно (італ. Solignano) — муніципалітет в Італії, у регіоні Емілія-Романья,  провінція Парма.
Соліньяно розташоване на відстані близько 370 км на північний захід від Рима, 110 км на захід від Болоньї, 35 км на південний захід від Парми.
Населення — 1802 особи (2014).

## Демографія
Населення за роками:

Станом на 1 січня 2023 року в муніципалітеті офіційно проживали 183 іноземці з 29 країн, серед них 30 громадян країн Євросоюзу та 8 громадян України.

## Сусідні муніципалітети
- Берчето
- Форново-ді-Таро
- Теренцо
- Вальмоццола
- Варано-де'-Мелегарі
- Варсі